# 2468 Repin
A 2468 Repin (ideiglenes jelöléssel 1969 TO1) a Naprendszer kisbolygóövében található aszteroida. Ljudmila Ivanovna Csernih fedezte fel 1969. október 8-án.